# Arezki Kouffi
Arezki Kouffi est un footballeur international algérien né le 16 janvier 1949 à Tizi Ouzou et mort le 26 novembre 2021 dans la même ville. Il évoluait au poste d'avant centre entre les années 1966 et 1975. 
Il inscrit le but décisif qui permet à la JS Kabylie d'accéder, après sept années d'attente, au sommet de la hiérarchie du football national en 1969. 
Il compte deux sélections en équipe d'Algérie entre 1968 et 1969.

## Biographie

### En club
Arezki Kouffi évoluait en première division algérienne avec son club formateur, la JS Kabylie, club avec lequel il a remporté deux titres de Champion d'Algérie et une Supercoupe d'Algérie.

### En équipe nationale
Arezki Kouffi reçoit deux sélections en équipe d'Algérie. Il joue son premier match le 5 décembre 1969, contre la Corée du Nord (défaite 1-3).
Son dernier match a lieu le 25 décembre 1969, contre la France olympique (victoire 3-1).

### Mort
Arezki Kouffi décède des suites d'un cancer le 26 novembre 2021 à Tizi Ouzou.

## Palmarès
JS Kabylie
- Championnat d'Algérie (2) :
  - Champion : 1973 et 1974.
- Supercoupe d'Algérie (1) :
  - Champion : 1973.

- Coupe du Maghreb des clubs champions :
  - Finaliste : 1974.